# 洪峰水库
洪峰水库是中国四川省眉山市仁寿县龙正镇境内的一座水库，位于岷江小支流正江河上，建于1974年。水库正常库容为724万立方米，集雨面积为11平方千米，海拔为484.62米。